# L'Âme Immortelle
L'Âme Immortelle is een Oostenrijkse band, die in 1996 door Thomas Rainer en Hannes Medwenitsch gesticht werd. Het derde lid Sonja Kraushofer kwam er datzelfde jaar bij en is de hoofdzangeres. De band wordt gerekend tot het genre Neue Deutsche Härte.
Veel van de nummers van L'Âme Immortelle's hebben een melancholische of liefderijke songtekst in het Engels of Duits. Er zit veel tegenstelling in de zang. De mannelijke zanger zingt hard en grof terwijl de vrouwelijke partij emotioneel en melodisch is.

## Biografie
De naam L'Âme Immortelle is Frans voor 'de onsterfelijke ziel'.
Zanger en keyboardspeler Rainer en collega-keyboardspeler Medwenitsch namen in 1996 de nummers 'Oath' en 'Life will never be the same again' op, alvorens naar een vrouwenstem op zoek te gaan, die ze spoedig in de vorm van Kraushofer vonden. Hun eerste demo op Compact cassette uit 1997 droeg de naam Lieder die wie Wunden bluten (zonder komma in de albumtitel; de gelijknamige song echter mét komma, hetgeen de regels van het Duits in feite vereisen). De tekst van dit nummer is ontleend aan Georg Trakl. Ze vonden een producer in het label MOS Records uit Liechtenstein. Hun album werd goed onthaald in het gothic-milieu.
Hun tweede album, In einer Zukunft aus Tränen und Stahl, slaagde erin in 1998 de Duitse alternatieve hitlijsten binnen te dringen. In het daaropvolgende jaar speelden ze als begeleidingsact op de Europese tournee van Christian Death. Na afloop van hun contract bij MOS sloten ze een overeenkomst met Trisol.
Vanaf Wenn der letzte Schatten fällt verwierf L'Âme Immortelle grotere bekendheid over de Duitstalige landsgrenzen heen; ze ondernamen hun eerste tournee als hoofdact in 2000, en het album Dann habe ich umsonst gelebt haalde de Media Control-noteringen. In 2002 verliet Medwenitsch om gezondheidsredenen de band.
De volgende albums bleven het, soms verrassend, goed doen; de band toerde in het voorjaar van 2003 door grote delen van Duitsland, tezamen met ASP en Unheilig. In 2004 namen ze met Oomph! het nummer 'Brennende Liebe' op, dat eveneens een hit werd. Het succes van L'Âme Immortelle bereikte zowat de algehele Duitstalige wereld: in de Schwarze Szenen van Oostenrijk, Duitsland en Zwitserland bouwden ze een stevige reputatie op. De meeste van hun nummers zijn dan ook in het Duits, al maakten ze er ook enkele Engelse. Het nummer '5 Jahre' en het album Gezeiten bleken eveneens een groot succes in Duitsland.
De stijl van L'Âme Immortelle valt grotendeels in rock met een sterke gothic-tendens te situeren. Sommige nummers zijn akoestisch (klassiek), maar algemeen is de stijl ietwat ruw en neigt naar Neue Deutsche Härte, zij het met een uitgesproken elektro-karakter.
Sonja Kraushofer leidde daarnaast de band Persephone, terwijl Thomas Rainer in Siechtum actief was.

## Discografie

### Studioalbums
- Lieder Die Wie Wunden Bluten (1997)
- ... In Einer Zukunft Aus Tränen Und Stahl (1998)
- Wenn Der Letzte Schatten Fällt (1999)
- Dann Habe Ich Umsonst Gelebt (2001)
- Als Die Liebe Starb (2003)
- Gezeiten (2004)
- Auf deinen Schwingen (augustus 2006)
- Namenlos (januari 2008)
- Durch fremde Hand (augustus 2008)
- Drahtseilakt (2014)

### Compilatiealbums
- 10 Jahre - Best Of (juni 2007)
- Best of Indie Years (mei 2008)
- Bruchstüke - A Rarities Collection (2015)
- Unsterblich - 20 Jahre L'Âme Immortelle (2015)

### Singles
- Epitaph (2000)
- Judgement (2001)
- Tiefster Winter (2002)
- 5 Jahre (2004)
- Stumme Schreie (2005)
- Fallen Angel (2006)
- Dein Herz (2006)
- Phönix (2006)
- Nur Du (2006)
- Unendlich (2018)

### Dvd
- Disharmony-Live! (2003)
- Jenseits der Schatten (2008)